# 813 (رواية)
813 رواية بوليسية من تأليف موريس لوبلان، ظهرت فيها شخصية أرسين لوبين، نشرت لأول مرة مفرقة في مجلة Le journal بين مارس/آذار ومايو/آيار 1910 (على خلاف سابقاتها التي نشرت في مجلة Je sais tout)، قبل أن تنشر مجمعة في يونيو/حزيران 1910، ويعاد نشرها مرة ثانية سنة 1917 مع تغيير نص الرواية الذي حمل عبارات معادية للألمان بحكم أحداث الحرب العالمية الأولى.

## تاريخ النشر
على عكس الأجزاء السابقة من قصص أرسين لوبين التي نُشرت كحلقات متسلسلة في مجلة Je sais tout، نُشر هذا العمل في صحيفة Le Journal، إحدى أهم الصحف في ذلك الوقت، من 5 مارس إلى 24 مايو 1910.
في يونيو 1910، أصدرت دار نشر لافِت مجلدًا ضخمًا من 500 صفحة، إلا أن النص كان محذوفًا بشكل كبير. غابت عنه تفاصيل مثل اعتقال لوبين على يد لونورمان، العلاقة العاطفية بين جنيفيف ومارسيل لاندا، سباق الحواجز والنشالين، مقتل غيرترود، وغيرها. (هل كانت هذه التعديلات بطلب من الناشر لتقليص النص إلى 500 صفحة؟). وقد أصبحت هذه النسخة المختصرة أساسًا للإصدارات اللاحقة. يُشار إلى أن هذه التعديلات أدخلت بعض التناقضات الطفيفة؛ على سبيل المثال، في بداية الرواية، يظهر لوبين غير مدرك لوصول مساعده غوريل، أو كما يقول لوبين نفسه في النص الأصلي: «ذلك الشخص، الذي أظهر تصرفات لا تليق بشرفاء الناس، تجرأ على انتحال اسمي، واستغلال أساليبي، وزجّ باسمي في مواقف محرجة بفعل أخطائه القاتلة. وبكل استخفاف مشين، سلّم ضحيته، التي كان له شرف الاستيلاء على ممتلكاتها، إلى يد القاتل دون أدنى اعتبار.»
أُعيد نشر الرواية في عام 1917 في مجلدين بعنوان 813 والجرائم الثلاث لأرسين لوبين. تم تعديل النص لتسليط الضوء على الجانب المعادي للألمان، بما يتماشى مع ظروف الحرب العالمية الأولى. لاحقًا، أصبح المجلد الأول يُعرف بعنوان الحياة المزدوجة لأرسين لوبين.

#### ملاحظة المترجم (ألكسندر تيكسيرا دي ماتوس) على الترجمة الانكليزية التي نُشرت لأول مرة في 1 يوليو 1910.[2]
قد يلاحظ القارئ المتحمس، عند مقارنة هذه الترجمة بالنص الأصلي، وجود اختلافات معينة. تعود هذه الاختلافات في معظمها إلى تعديلات أجراها المؤلف بنفسه، وفي جميع الحالات تمت بموافقته الكاملة.
أ. ت. دي م.

تشيلسي، إنجلترا، أغسطس 1910.

## الملخص
أحداث هذه الرواية مختلفة عن باقي أعمال أرسين لوبين، فهو لا يحاول مجرد السطو على الأثرياء والقيام بسرقات كالعادة، وإنما يحاول السيطرة على كل أوروبا، وتتميز الأحداث كذلك بكونها أكثر عنفا، إذ حملت الرواية عددا كبيرا من عمليات القتل، فضلا عن العدو الغامض ل.م.

## الفصول
دار نشر بيير لافيت وشركاه، 1910

#### الجزء الأول: المجزرة
1. Le massacre — المجزرة
2. Monsieur Lenormand commence ses opérations — السيد لونورمان يبدأ عملياته
3. Le prince Sernine à l’ouvrage — الأمير سيرنين في الميدان
4. Monsieur Lenormand à l’ouvrage — السيد لونورمان في الميدان
5. Monsieur Lenormand succombe — سقوط السيد لونورمان
6. Parbury Ribeira Altenheim — باربري، ريبيرا، ألتنهايم
7. La redingote olive — المعطف الزيتوني

#### الجزء الثاني: سانتي-بالاس
1. Santé-Palace — سانتي-بالاس
2. Une page de l’histoire moderne — صفحة من التاريخ الحديث
3. La grande combinaison de Lupin — الخطة الكبرى للوبين
4. Charlemagne — شارلمان
5. Les lettres de l’Empereur — رسائل الإمبراطور
6. Les sept bandits — اللصوص السبعة
7. L’homme noir — الرجل الأسود
8. La carte de l’Europe — خريطة أوروبا
9. Les trois crimes d’Arsène Lupin — الجرائم الثلاث لأرسين لوبين

#### الخاتمة
1. Le suicide — الانتحار

## الاقتباس
- تم اقباس الرواية كمسلسل تلفزيوني من ستة حلقات سنة 1980، وعرض ما بين 12 و27 ديسمبر/كانون الأول من نفس العام على قناة فرنسا 2 تحت عنوان «أرسين لوبين يلعب ويخسر» ومن بطولة جون كلود بريالي بدور لوبين.
- سميت الجمعية الفرنسية لمحبي الأدب البوليسي باسم 813 نسبة إلى اسم هذه الرواية، الجمعية تأسست سنة 1980 وتضم 813 عضوا.

## الترجمة العربية
- لغز الرقم ٨١٣، دار النجمة للنشر والتوزيع، ٢٠٢٤.[3]

## الروابط الخارجية
باللغة الفرنسية
- الرواية على شكل كتاب مسموع.
- معلومات حول جمعية 813 على ويكيبيديا الفرنسية. [الفرنسية]